# René-Joseph-Marie Oudin
René-Joseph-Marie Oudin, francoski general, * 1898, † 1985.